# Numata, Gunma
Numata (沼田市 Numata-shi?) este un municipiu din Japonia, prefectura Gunma.